# Auliʻi Cravalho
Chloe Auliʻi Cravalho (Kohala, 22 novembre 2000) è un'attrice e cantante statunitense di origini hawaiiane, nota per aver doppiato Vaiana nel film d'animazione Disney Oceania del 2016 e nel suo sequel nel 2024.

## Biografia
Nata a Kohala (Hawaii) da Cathleen Puanani Cravalho e Dwayne Cravalho, ed ha origini hawaiane. All'epoca in cui fece il suo debutto, viveva a Mililani con sua madre, Puanani Cravalho e frequentava il primo anno al campus Kapama di Kamehameha. Cravalho dichiarò che inizialmente non avrebbe fatto un provino per Oceania perché «c'erano già così tante ottime candidature su YouTube». Tuttavia, un talent scout di Oahu la scoprì durante una gara di beneficenza e la incoraggiò a fare un'audizione per il ruolo. The Walt Disney Company dichiarò che Cravalho fu l'ultima persona a fare l'audizione dopo centinaia di attrici.
Nel febbraio 2017 venne scelta per recitare nel film drammatico della NBC Rise, annullata il 15 maggio 2018 a causa dei bassi ascolti. Nel novembre 2017 Cravalho annunciò che avrebbe ripreso il ruolo di Vaiana nel primo film doppiato in lingua hawaiana Disney, debuttato il 10 giugno 2018. Nel 2023 recitò nel musical di Andrew Lloyd Webber Sunset Boulevard al Kennedy Center di Washington, interpretando Betty Schaeffer accanto a Stephanie J. Block, Derek Klena e Nathan Gunn. Nell'estate dello stesso anno interpretò Eva Peron nel musical Evita in scena al Theatre Royal Drury Lane, mentre nel 2024 fece il suo esordio a Broadway nel musical Cabaret, interpretando la protagonista Sally.

## Filmografia

### Attrice

#### Cinema
- All Together Now, regia di Brett Haley (2020)
- Crush, regia di Sammi Cohen (2022)
- Darby Harper - Consulenza fantasmi (Darby and the Dead), regia di Silas Howard (2022)
- Mean Girls, regia di Arturo Perez Jr e Samantha Jayne (2024)

#### Televisione
- Rise – serie TV, 10 episodi (2018)
- Weird City – serie TV, episodio 1x03 (2019)
- Ragazze elettriche (The Power) – serie TV, 8 episodi (2023)
- Hailey's On It! - serie TV, 30 episodi (2023-2024)

#### Videoclip
- Auli'l Cavalho: Live Your Story (2018)

### Doppiatrice
- Oceania (Moana), regia di Ron Clements e John Musker (2016)
- Oceania: A Pesca (Gone Fishing), regia di Ron Clements e John Musker (2017) - cortometraggio
- Ralph spacca Internet (Ralph Breaks the Internet), regia di Phil Johnston e Rich Moore (2018)
- Elena di Avalor - serie animata, episodio 3x16 (2018)
- Oceania 2 (Moana 2), regia di Dave Derrick Jr. (2024)

## Teatro
- Have Nice (2018)
- Sunset Boulevard (2023)
- Cabaret (2024)

## Programmi televisivi
- The Little Mermaid Live! – concerto live, special TV (2019)
- Harmonious Live! – concerto live, special TV (2019)

## Doppiatrici italiane
Nelle versioni in italiano delle opere in cui ha recitato, Auliʻi Cravalho è stata doppiata da:
- Emanuela Ionica in All Together Now, Crush, Darby Harper - Consulenza fantasmi
- Margherita De Risi in Rise
- Chiara Fabiano in Ragazze elettriche

Da doppiatrice è sostituita da:
- Emanuela Ionica in Oceania e Oceania 2 (dialoghi), Oceania: A Pesca, Ralph spacca Internet, Lego Disney Princess: The Castle Quest, Once Upon a Studio
- Chiara Grispo in Oceania e Oceania 2 (canto)

## Riconoscimenti
- 2016 – Annie Award per Oceania[16]
- 2016 – Alliance of Women Film Journalists[17]
- 2016 – Nominata Washington D.C. Area Film Critics Association[18]
- 2017 – Nominata Kids' Choice Awards[19]
- 2017 – Teen Choice Awards[20]
  - Nominata Teen Choice Award[21]